# Питер Сканавино
Питер Сканавино (енгл. Peter Scanavino; Денвер, 29. фебруар 1980) је амерички филмски и телевизијски глумац. Најпознатији је по улози Доминика Карисија мл. у серији Ред и закон: Одељење за специјалне жртве.